# Čološevo
Čološevo (makedonska: Чолошево) är en ort i Nordmakedonien. Den ligger i kommunen Veles, i den centrala delen av landet, 40 kilometer sydost om huvudstaden Skopje. Čološevo ligger 266 meter över havet och antalet invånare är 197.